# John Symonds
John Symonds (* 12. März 1914 in Battersea; † 21. Oktober 2006 in London) war ein britischer Biograph, Dramatiker und Kinderbuchautor.

## Biografie
Frühes Leben
Symonds war der uneheliche Sohn von Robert Wemyss Symonds und Lily Sapzells. Im Alter von 16 Jahren zog er nach London und begann autodidaktisch sich zu bilden, indem er viele Stunden im Lesesaal des British Museum verbrachte. Eine teilweise Versöhnung mit seinem Vater führte dazu, dass dieser seine Forschungsarbeiten finanzierte, die John Symonds später für seine eigenen Romane nutzen sollte.
Seine erste Anstellung fand er bei der Hulton Press, wo er als Journalist für die Picture Post arbeitete. In dieser Zeit schloss er Freundschaft mit Dylan Thomas und Stephen Spender. Da er vom Militärdienst befreit war, gab er die Zeitschrift "Lilliput" heraus. Während dieser Zeit hatte er eine kurze Ehe mit Hedwig Feurstein.

## Karriere
1945 heiratete er Renata Israel, und im folgenden Jahr veröffentlichte er seinen ersten Roman William Waste. Es folgten 1955 The Lady in the Tower und 1957 eine weitere Liebesgeschichte, A Girl Among Poets, die von Sir John Betjeman gelobt wurde, der über die „Gabe des Autors zur Beschreibung absurder Situationen“ schrieb.
Sein größtes Publikum fand er beim Schreiben von Kinderbüchern. In 'The Magic Currant Bun' (1953) jagt ein Junge ein magisches Brötchen, das aus einem Ofen kam, durch die Straßen von Paris. Seine magische Katzenfantasie, Isle of Cats (illustriert von Gerard Hoffnung), folgte im Jahr 1955. Lottie (1957) ist die Geschichte einer sprechenden Puppe und eines Hundes. Edward Ardizzone war der Illustrator dieses Buches, ebenso von Elfrida and the Pig (1959), eine Geschichte über ein kleines Mädchen, das nicht mit Puppen spielen darf, bis es seine Strafe abgesessen hat, nämlich die Büsche der Eltern zu beschneiden.
Nach einer Periode des Schreibens von Kinderbüchern kehrte Symonds 1959 mit Madame Blavatsky, Medium und Magierin, einem Leben der berühmten Theosophin, zu Biographien zurück. Es folgte 1961 Thomas Brown and the Angels: A Study in Enthusiasm, über das Leben eines Methodisten, der sich mit den Shakern einlässt, The Lady in the Tower (1955), A Girl Among Poets (1957), dann eine Gothic-Fantasy, Bezill (1962), in der Geschichte Light Over Water (1963), geht es um einen Journalisten der in der Welt des Okkulten recherchiert. In With a View on the Palace (1966) geht es um einen russischen Filmregisseur, der von der königlichen Familie so besessen ist, dass er eine Wohnung in der Nähe des Buckingham-Palastes mietet, um ihre Bewegungen zu beobachten.
In The Stuffed Dog (1967) entdecken zwei Mädchen auf einem Dachboden eine lebensechte Puppe, die die Stimme eines Menschen hat. In In Prophesy and the Parasites (1973) erwartet eine reiche Witwe einen Zukünftigen [sic]. Psychologische Themen dominieren in The Shaven Head (1974), und in Letters from England (1975) bewirbt sich ein deutscher Stalingrad-Veteran als Au-pair-Mädchen bei einem Londoner Arzt. In The Child (1976) gründet ein Mädchen eine neue Religion.
Symonds schrieb sechsundzwanzig Theaterstücke, von denen jedoch nicht viele aufgeführt wurden. 1961 wurde er von der Kritik für sein ITV-Stück I, Having Dreamt, Awake (Ich, habe geträumt, erwacht) gelobt, in dem es um einen verlorenen Sohn und Betrüger geht, der aus Amerika nach Hause zurückkehrt, nachdem er ein Vermögen gemacht hat, um seine armen Verwandten in London zu beeindrucken. The Poison Maker, sein letztes Bühnenwerk, wurde 2006 im Old Red Lion Theatre aufgeführt, adaptiert und inszeniert von der Schauspielerin Vicki Carpenter, die Florence spielte und mit Eva Gray als Pansy.
1970 wurde Symonds in den Redaktionsausschuss der Man, Myth & Magic Encyclopedia berufen. Er wurde der literarische Nachlassverwalter von Gerald Hamilton und veröffentlichte 1974 Conversations with Gerald, einen Bericht über Hamiltons Abenteuer.

## Aleister Crowley
1946 lernte Symonds den Okkultisten und Begründer der thelemischen Religion, Aleister Crowley, kennen. Crowleys Testament überließ die Urheberrechte an seinen Werken seiner nicht eingetragenen magischen Gesellschaft, dem Ordo Templi Orientis (O.T.O.), und machte ihn zu Crowleys literarischem Testamentsvollstrecker. Zunächst von Crowley fasziniert, wurde Symonds zunehmend kritischer gegenüber seinen Ideen und Umgangsformen, insbesondere gegenüber dem Gebrauch von Drogen und Sex. Zusammen mit einem von Crowleys Schülern, Kenneth Grant, bearbeitete und veröffentlichte Symonds Crowleys Autobiografie und eine Reihe seiner anderen Werke neu. Darüber hinaus verfasste er vier eigene biografische Werke: The Great Beast (1952), The Magic of Aleister Crowley (1958), The King of the Shadow Realm (1989) und The Beast 666 (1997). Aufgrund seiner etwas negativen Einstellung zu Crowley in diesen Werken gab es viele, die mit Thelema und zeremonieller Magie zu tun hatten, die ihrerseits Symonds kritisch gegenüberstanden, darunter Israel Regardie, der ihn „den feindseligsten Biografen“ nannte. Nichtsdestotrotz wurde seine Bedeutung für die Aufrechterhaltung von Crowleys Erbe anerkannt, und es wurde festgestellt, dass „unabhängig von seiner Rezeption es keine Übertreibung ist zu behaupten, dass Crowley ohne die Publikationsbemühungen von Symonds (und Grant) in den 1970er Jahren leicht eine vergessene Figur hätte sein können.“
Er starb am 21. Oktober 2006 und wurde an der Ostseite des Highgate-Friedhofs beigesetzt.